# Kabinett Hoti
Das Kabinett Hoti war vom 3. Juni 2020 bis 22. März 2021, die Regierung des Kosovo mit Avdullah Hoti als Premierminister. 
Nachdem Albin Kurtis Regierung, in der Hoti als stellvertretender Premierminister amtierte, im März 2020 zerbrochen war, wurde Hoti am 23. April 2020 von Präsident Hashim Thaçi zum neuen Premierminister nominiert. Das Verfassungsgericht der Republik Kosovo stoppte jedoch am 1. Mai 2020 vorerst die Regierungsbildung. Am 28. Mai 2020 widerrief das Verfassungsgericht diese Entscheidung. Hoti wurde am 3. Juni 2020 vom Parlament der Republik Kosovo mit 61 von 120 Stimmen bei 24 Gegenstimmen und einer Enthaltung knapp zum Premierminister der Republik Kosovo gewählt.
Im Dezember 2020 hat das Verfassungsgericht die Wahl der Regierung für ungültig erklärt, da ein Abgeordneter bei der Wahl teilgenommen hatte, der aufgrund einer vorherigen Verurteilung nicht Stimmberechtigt war. Die Regierung erhielt nur aufgrund dessen unrechtmäßiger Stimme die notwendige Mehrheit von 61 Stimmen. Innerhalb von 40 Tagen musste das Parlament neu gewählt werden.

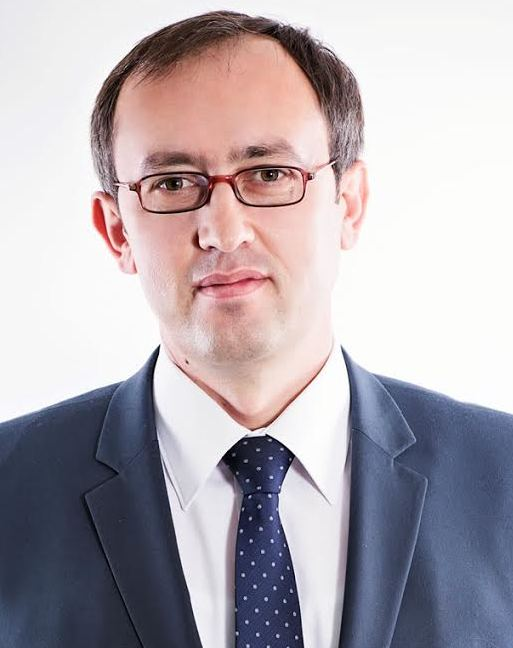
Premierminister Avdullah Hoti

## Regierungsmitglieder
| Amt                                                                                   | Amtsinhaber              | Amtszeit                       | Partei    |
| ------------------------------------------------------------------------------------- | ------------------------ | ------------------------------ | --------- |
| Premierminister                                                                       | Avdullah Hoti            | 3. Juni 2020 bis 22. März 2021 | LDK       |
| Stellvertretende Ministerpräsidenten                                                  | Besnik Tahiri            | 3. Juni 2020 bis 22. März 2021 | AAK       |
| Stellvertretende Ministerpräsidenten                                                  | Driton Selmanaj          | 3. Juni 2020 bis 22. März 2021 | LDK       |
| Stellvertretende Ministerpräsidenten                                                  | Albulena Balaj-Halimaj   | 3. Juni 2020 bis 22. März 2021 | NISMA     |
| Stellvertretende Ministerpräsidenten                                                  | Goran Rakić              | 3. Juni 2020 bis 22. März 2021 | Serb List |
| Ministerin für auswärtige Angelegenheiten und Diaspora                                | Meliza Haradinaj-Stublla | 3. Juni 2020 bis 22. März 2021 | AAK       |
| Minister für Gemeinschaften und Rückkehr                                              | Dalibor Jevtić           | 3. Juni 2020 bis 22. März 2021 | Serb List |
| Verteidigungsminister                                                                 | Anton Quni               | 3. Juni 2020 bis 22. März 2021 | LDK       |
| Minister für Infrastruktur und Umwelt                                                 | Arban Abrashi            | 3. Juni 2020 bis 22. März 2021 | LDK       |
| Ministerin für Finanzen und Transfers                                                 | Hykmete Bajrami          | 3. Juni 2020 bis 22. März 2021 | LDK       |
| Gesundheitsminister                                                                   | Armend Zemaj             | 3. Juni 2020 bis 22. März 2021 | LDK       |
| Ministerin für Kultur, Jugend und Sport                                               | Vlora Dumoshi            | 3. Juni 2020 bis 22. März 2021 | LDK       |
| Justizminister                                                                        | Selim Selimi             | 3. Juni 2020 bis 22. März 2021 | AAK       |
| Minister für Bildung, Wissenschaft, Technologie und Innovation                        | Ramë Likaj               | 3. Juni 2020 bis 22. März 2021 | AAK       |
| Minister für innere Angelegenheiten und öffentliche Verwaltung                        | Agim Veliu               | 3. Juni 2020 bis 22. März 2021 | LDK       |
| Minister für Wirtschaft, Beschäftigung, Unternehmertum und strategische Investitionen | Blerim Kuqi              | 3. Juni 2020 bis 22. März 2021 | AAK       |
| Minister für Arbeit und Soziales                                                      | Skender Reçica           | 3. Juni 2020 bis 22. März 2021 | NISMA     |
| Minister für Land- und Forstwirtschaft und ländliche Entwicklung                      | Besian Mustafa           | 3. Juni 2020 bis 22. März 2021 | LDK       |
| Ministerium für Handel und Industrie                                                  | Vesel Krasniqi           | 3. Juni 2020 bis 22. März 2021 | NISMA     |
| Minister für ländliche Entwicklung                                                    | Enis Kervan              | 3. Juni 2020 bis 22. März 2021 | KDTP      |
| Minister für Verwaltung und Kommunalverwaltung                                        | Goran Rakić              | 3. Juni 2020 bis 22. März 2021 | Serb List |